# Скорая помощь (рассказ)
«Скорая помощь» — рассказ Антона Павловича Чехова 1887 года.

## Публикация
По словам Михаила Чехова, рассказ основан на впечатлениях писателя во время его пребывания в усадьбе Бабкино. В письме из Воскресенска к Николаю Лейкину от 27 июня 1884 года Чехов упоминал один случай из своей врачебной практики, некоторые подробности которого очень близки к описанным в рассказе.
Рассказ «Скорая помощь» был впервые опубликован «Петербургской газетой» в № 168 от 22 июня (по старому стилю) 1887 года в отделе «Летучие заметки» и подписан псевдонимом А. Чехонте. Всего лишь с одной поправкой рассказ включён в сборник «Невинные речи». Однако Чехов пересмотрел текст рассказа, прежде чем включить его в первый том собственного собрания сочинений, опубликованного Адольфом Марксом в 1899—1901 годах. Писатель добавил больше комических элементов к трагической истории, прежде всего, в поведении писаря, а также дополнил речь мужиков народными оборотами.

## Главные персонажи
В порядке появления:
- Герасим Алпатыч, местный старшина. Будучи сильно пьяным, он не может сказать ни слова, как бы ни старался.
- Егор Макарыч, писарь. Решает взять «расследование» в свои руки. Предлагает идею «откачать» старика-утопленника, многократно подбрасывая его в воздух.
- Фёдор, утопленник. Сидит на берегу, расставив руки и разбросав в стороны ноги, и повторяет одно и то же о том, что его нанял в качестве штукатура Прохор Сергеев за зарплату всего в семь рублей. Жив до «реанимации», мёртв после неё.
- Анисим, сотский, который сначала спас старика. Однако именно его замечания («Помрёт, чего доброго… Погляди, как рожа-то посинела!», «Одно только звание, что живой, а поглядеть, так и на человека не похож») побуждают писаря начать процедуру «откачки».
- Барыня, которая прибывает на место происшествия со своим приказчиком Этьеном (настоящее имя Степан Иваныч). Предлагает вначале вместо «откачки» растирать утопленника и делать ему искусственное дыхание. Её последующее предложение о том, чтобы дать старику нюхать жжёные перья и щекотать его, оказывается последним.

## Сюжет
В некий религиозный праздник произошёл несчастный случай. Старик из другого села решил перейти реку вброд, попал в водоворот, начал кричать и был спасён местным жителем Анисимом. Старик (которого все называют «утопленником») кажется более или менее в порядке: он сидит на берегу, бормоча тарабарщину, будучи явно сильно опьянённым. Окружающие его люди, тем не менее, воспринимают это как признак того, что его «душа наполовину вышла», и очень стремятся оживить «утопленника», подбрасывая его в воздух на рогожу, а также выполняя процедуру «искусственного дыхания» (которую никто, очевидно, не знает, как правильно делать). После всех процедур, больше похожих на пытку, «утопленник» объявляется мёртвым.

## Критика
Как отмечает С. Т. Семёнов, который написал книгу воспоминаний о Льве Толстом, последний, восхваляя Чехова-юмориста, считал некоторые из его юмористических рассказов трудными для понимания, приводя в качестве примера «Скорую помощь».
А. Басаргин, рецензируя первый том «Полного собрания сочинений А. П. Чехова», упомянул «Скорую помощь», отметив, что рассказ «рисует беспомощность нашего крестьянина в отношении санитарно-медицинском…».